# 斯莫倫斯卡亞山
71°52′S 12°21′E / 71.867°S 12.350°E
斯莫倫斯卡亞山（英語：Smolenskaya Mountain）是南極洲的山峰，位於東部南極洲的毛德皇后地，屬於沃爾塔特山脈的一部分，海拔高度2,890米，在1938至1939年由德國探險隊發現，現時受南極條約體系管理。